# Allergologia et Immunopathologia
Allergologia et Immunopathologia, abgekürzt Allergol Immunopath., ist eine wissenschaftliche Fachzeitschrift, die von Codon Publications (bis 2020 Elsevier-Verlag) im Auftrag der spanischen Gesellschaft für klinische Immunologie und pädiatrische Allergologie veröffentlicht wird. Die Zeitschrift erscheint seit 2021 im open access mit sechs Ausgaben im Jahr. Es werden Arbeiten veröffentlicht, die sich mit Allergie und Immunologie beschäftigen.
Der Impact Factor lag im Jahr 2014 bei 1,740. Nach der Statistik des ISI Web of Knowledge wird das Journal mit diesem Impact Factor in der Kategorie Allergologie an 18. Stelle von 24 Zeitschriften und in der Kategorie Immunologie an 122. Stelle von 148 Zeitschriften geführt.